# Erzherzog-Karl-Klasse
Die Erzherzog-Karl-Klasse war eine Klasse von drei Schlachtschiffen (Einheitslinienschiffen) der Österreich-Ungarischen Marine (k. u. k. Kriegsmarine), die zwischen 1906 und 1918 in Dienst stand.

## Einheiten
| Name                    | Bauwerft                               | Kiellegung      | Stapellauf      | Indienststellung  | Verbleib                                        |
| ----------------------- | -------------------------------------- | --------------- | --------------- | ----------------- | ----------------------------------------------- |
| Erzherzog Karl          | Stabilimento Tecnico Triestino, Triest | 27. Juli 1902   | 4. Oktober 1903 | 17. Juni 1906     | Kriegsbeute Frankreich; abgebrochen             |
| Erzherzog Friedrich     | Stabilimento Tecnico Triestino, Triest | 4. Oktober 1902 | 30. April 1904  | 31. Januar 1907   | Kriegsbeute Frankreich; abgebrochen             |
| Erzherzog Ferdinand Max | Stabilimento Tecnico Triestino, Triest | 9. März 1904    | 21. Mai 1905    | 21. Dezember 1907 | Kriegsbeute Vereinigtes Königreich; abgebrochen |